# Исполнительный комитет (Орегонская страна)

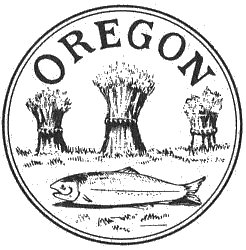
Печать Временного правительства

Исполнительный комитет – назывался комитет из трех человек, который служил в качестве исполнительной власти Временного правительства Орегона в спорной Орегонской стране. Об этом договоре было объявлено 5 июля 1843 года после трех месяцев изучения Временным законодательным собранием в Чемпоеге. Два разных исполнительных комитета работали до тех пор, пока в 1845 году система не была отменена в пользу избранного единоличного исполнительного директора – губернатора.

## Полномочия
Исполнительный комитет, который избирался на ежегодных выборах, был уполномочен предоставлять отсрочку и помилование, рекомендовать и следить за исполнением законов, а также вызывать милицию (народное ополчение).

## Члены Первого исполнительного комитета (1843–1844)
- Дэвид Хилл – пионер из Коннектикута, впоследствии стал основателем Хилсборо, штат Орегон[3].
- Алансон Бирс – также был из Коннектикута. Методистский миссионер с миссией преподобного Джейсона Ли. Позже бизнес-партнер Джорджа Абернети.
- Джозеф Гейл – кораблестроитель, капитан дальнего плавания и опытный торговец[4] [5].

## Члены Второго исполнительного комитета (1844–1845)
- Питер Г. Стюарт – пионер из Нью-Йорка[6].
- Осборн Рассел – участник строительства Форт-Холл в Айдахо, торговец мехом, позже кандидат на пост временного губернатора.
- Уильям Дж. Бейли – охотник и торговец, позже стал врачом[7].